# Патология
Патологията (на гръцки: pathos – „болест“ и logos – „учение“) е наука за болестите.

## История
Корените на патологията, като наука, се губят далеч в Античността. В Древен Египет и Древна Гърция се извършват първите патологични анализи на човешки организъм. Флорентинският физик Антонио Бенивиени прави първите аутопсии на човешки тела, за да разучи вероятни причини за човешка смърт. Немският физик Рудолф Вирхов, наричан още „Бащата на клетъчната патология", е един от най-добрите учени в тази област.

## Класификация
Тя е съществена медицинска дисциплина, с много клонове и подразделения:
- цитопатология – изучава същността на болестните изменения в клетките;
- хистопатология – изучава същността на болестните изменения в тъканите;
- патологична анатомия (патоанатомия) – изучава същността на болестните изменения в органите;
- патологична физиология (патофизиология) – изучава същността на процесите, които протичат в болния организъм;
- патологична генетика (патогенетика) – изучава същността на нарушенията, които настъпват при възпроизвеждането, предаването и реализирането на наследствената информация;
- имунопатология – изучава същността на отклоненията от нормалната дейност на имунната система;
- тератология;
- и други.

Прилагателното „патологич|ен, -на, -но, -ни“ означава „болест|ен, -на, -но, -ни“. Например, учестеното дишане може да бъде физиологично (по време на висока физическа активност) и патологично (при пневмония, сърдечна недостатъчност и др.)
В специализираната медицинска литература, представката „пато-“ се използва за означаване на болестни отклонения.